# Клюс, Виктор Александрович
Виктор Александрович Клюс (род. 17 февраля 1953, Хороль, Приморский край) — российский политический деятель. Депутат Государственной Думы четвёртого созыва (2003—2007).

## Биография
Окончил Дальневосточный политехнический институт имени В. В. Куйбышева, инженер-конструктор-технолог радиоаппаратуры.
В 2003 г. был избран депутатом Государственной Думы РФ четвёртого созыва от избирательного объединения Партия «ЕДИНСТВО» и «ОТЕЧЕСТВО» — Единая Россия, был членом фракции «Единая Россия», заместителем председателя Комитета по энергетике, транспорту и связи, членом депутатской группы по связям с парламентом Японии, координатором депутатской группы по связям с парламентом Республики Корея